# Przejazdowo
Przejazdowo (deutsch Quadendorf) ist ein Ort in  der Landgemeinde Pruszcz Gdański in Polen in der Woiwodschaft Pommern. Der Großteil des Ortes liegt an der Kreuzung zweier Landstraßen etwa neun Kilometer von Danzig entfernt, etwa sieben Kilometer südlich der Ostseeküste. Im Süden des Ortes verläuft die Landesstraße Droga krajowa 7 mit der Ausfahrt Gdańsk-Wschód.

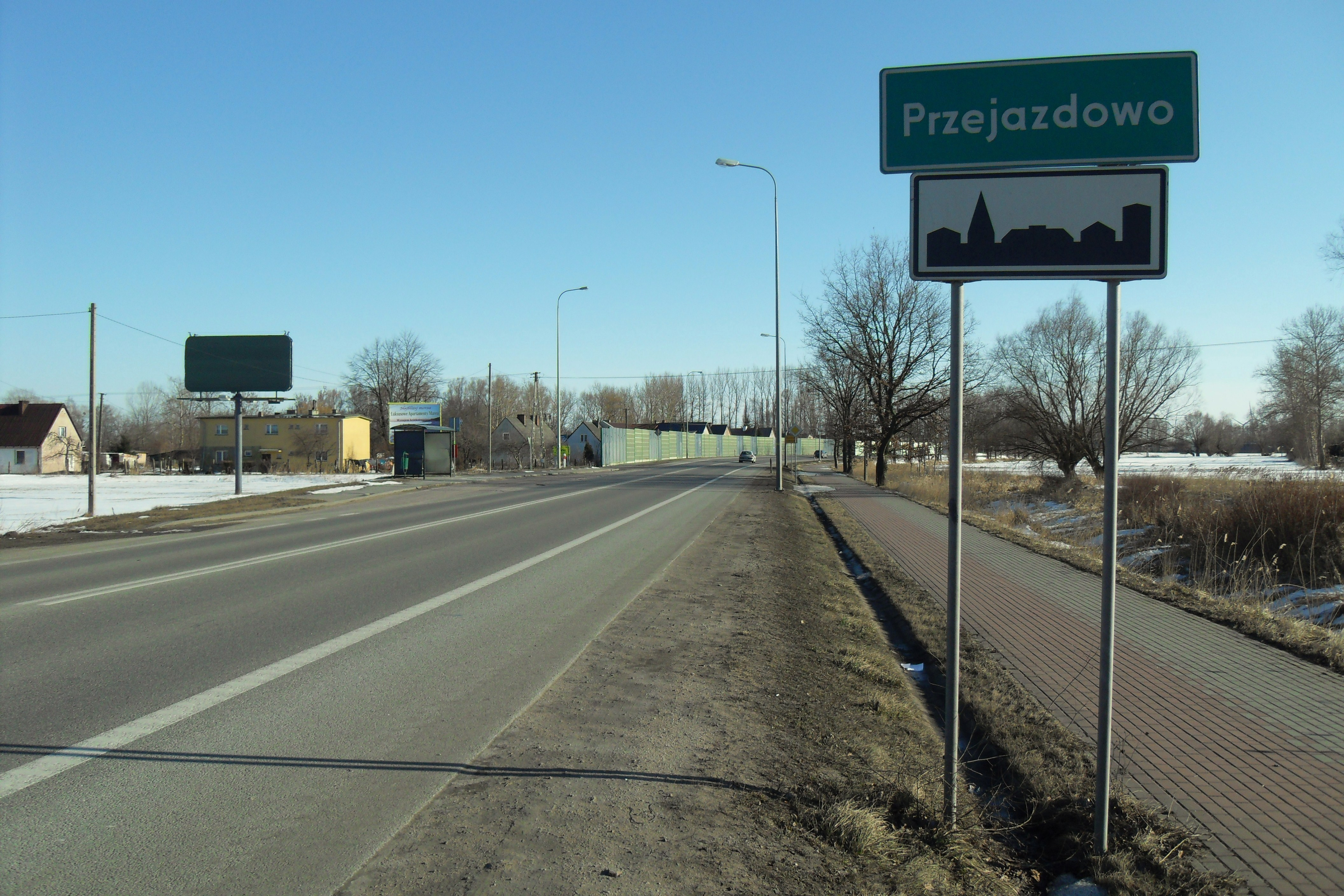
Ortseingang von Przejazdowo